# 關聯昌
關聯昌（英語：Tingqua/ Guan Lianchang）（1809年—1870年），字俊卿，油畫家林官的四弟，洋人稱為庭呱（Tingqua），是一名畫家，以水彩畫著名，原是英國西洋畫家喬治·錢納利的助手，後因與錢競爭生意，兩人交惡。他的畫作“插秧”，目前由美國皮博迪·艾塞克斯博物館收藏。

## 圖集

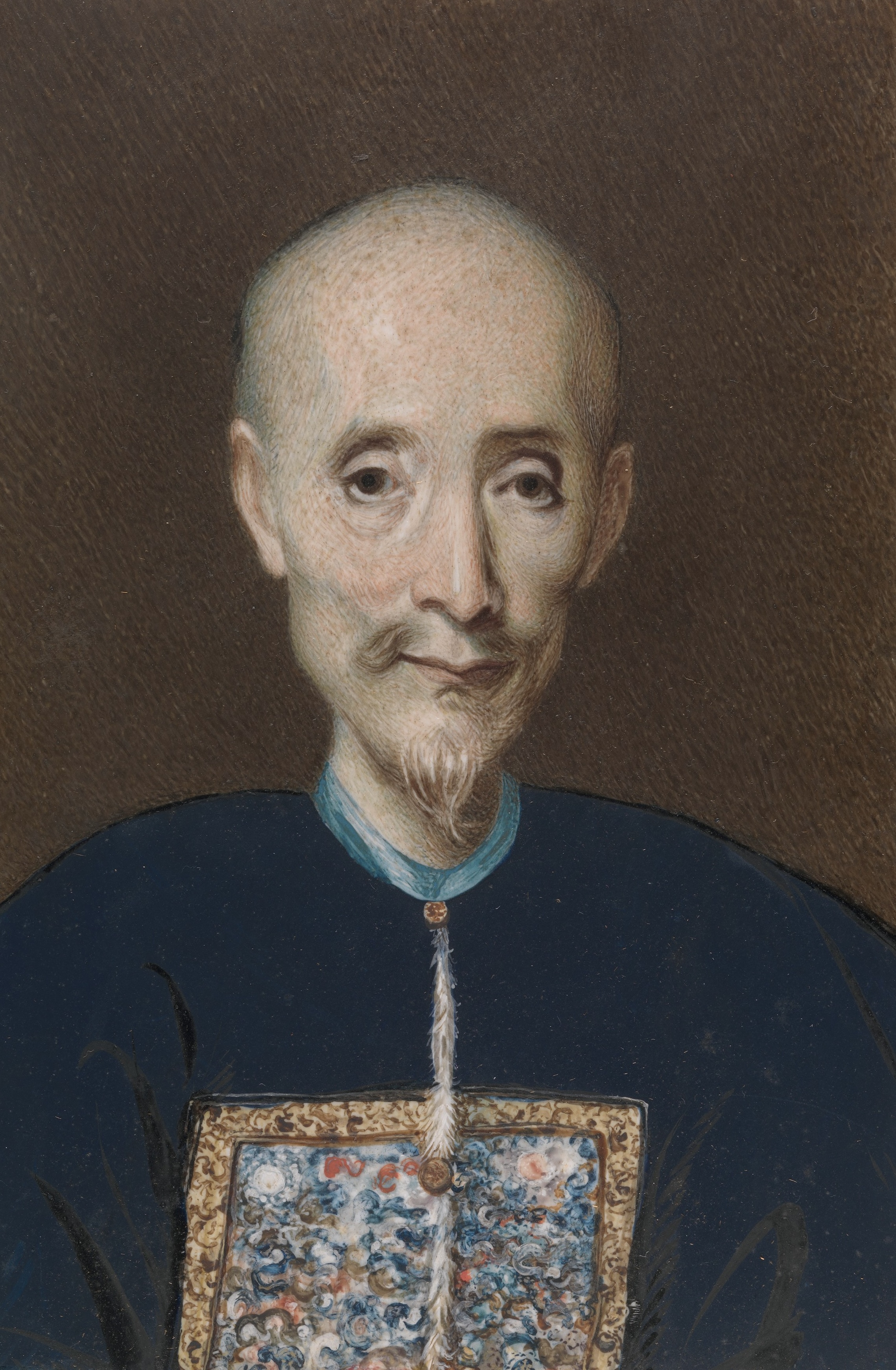
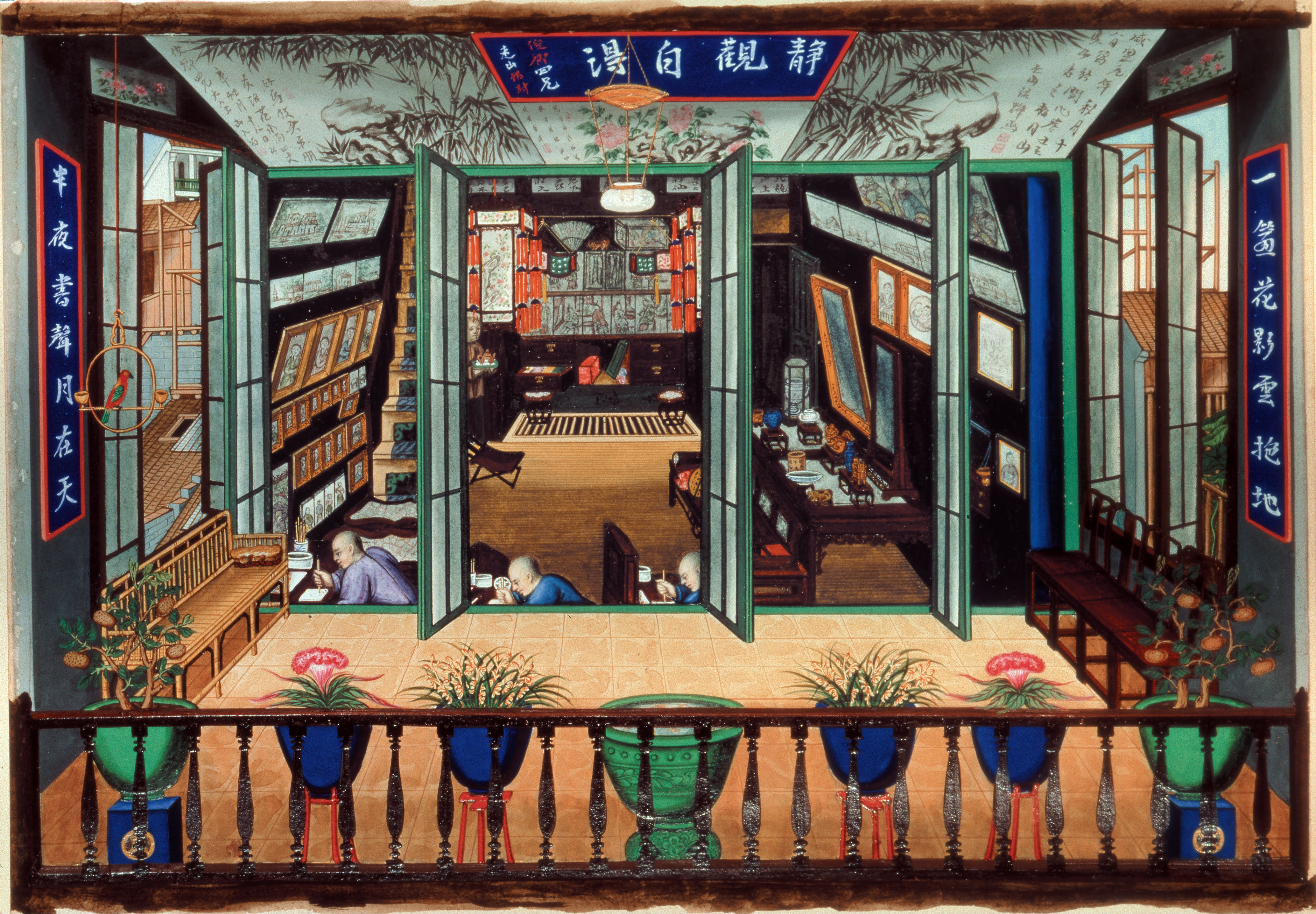
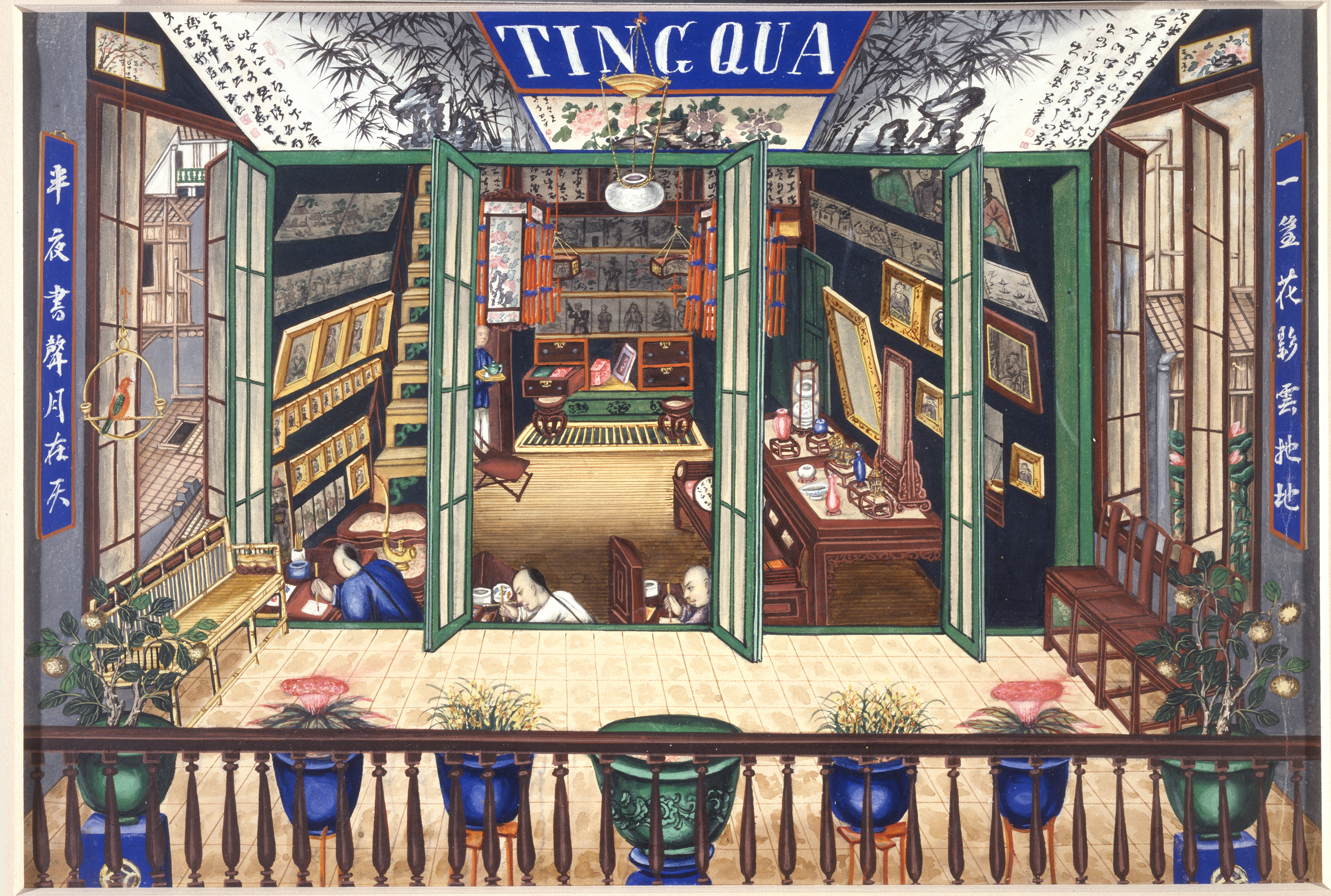

1. ↑   (PDF).   [2022-03-26]. （原始内容 (PDF)存档于2022-03-26）.
2. ↑  https://theme.npm.edu.tw/Academic/ChineseArtDownload.ashx?bid=6035&eid=0